# 오카하루촌
오카하루촌(일본어: 岡原村)은 일본 구마모토현 남동부에 있던 촌이다. 
2003년 4월 1일, 가미촌, 멘다정, 오카하루촌, 우에촌, 스에촌 후카다촌 오카하루촌의 유래는 1889년 4월 1일 정촌제 시행에 수반해 오카후시촌(岡許村)과 미야하라촌(宮原村)이 합병할 때 두 마을의 이름을 한 글자씩 따온 것이다.

## 지리
구마모토현 남동부에 위치한 이 마을의 남동부는 산지, 북서부는 논밭으로 이루어져 있다. 

## 역사
- 1889년 4월 1일 - 정촌제 시행에 의해 오카하루촌이 성립하였다.
- 2003년 4월 1일 - 가미촌, 멘다정, 스에촌 후카다촌과 합병해 아사기리정이 되어 소멸하였다.

## 교육
- 오카하라 촌립 오카하라 중학교
- 오카하라 촌립 오카하라 초등학교

## 참고 문헌
- 角川日本地名大辞典編纂委員会, 『角川日本地名大辞典 43 熊本県』1987, 角川書店